# Região de Prettigovia/Davos
Prettigovia/Davos (em alemão: Prättigau/Davos) é uma região do cantão de Grisões, na Suíça. Tem 853,40 km² de área e sua população em 2019 foi estimada em 26.089 habitantes. Sua sede é a comuna de Klosters.
Foi criada em 1 de janeiro de 2016, a partir do território do antigo distrito de Prettigovia/Davos, como parte de uma reorganização territorial do Cantão.

## Comunas
| Davos                | 10.862 | 283.98 |
| Fideris              | 595    | 25.35  |
| Furna                | 202    | 33.32  |
| Jenaz                | 1.151  | 25.91  |
| Klosters             | 4.431  | 219.83 |
| Conters im Prättigau | 222    | 18.4   |
| Küblis               | 844    | 8.14   |
| Luzein               | 1.591  | 83.89  |
| Grüsch               | 2.116  | 43.3   |
| Schiers              | 2.705  | 61.68  |
| Seewis im Prättigau  | 1.370  | 49.63  |